# Rebecca Ihrfors
Rebecca Sara Elinor Ingmarsdotter Ihrfors (tidigare Rebecka Sara Elinor Andersson), född 24 mars 1977 i Dalby församling i Malmöhus län, är en svensk ingenjör.

## Biografi
Ihrfors är utbildad högskoleingenjör. Hon tjänstgjorde i 13 år på olika befattningar i Försvarsmaktens högkvarter, slutligen som chef för Prio (till den 31 december 2015). Under den tiden gick hon Senior International Defence Management Course vid Naval Postgraduate School i Monterey och studerade strategisk chefsutveckling vid Försvarshögskolan. Hon arbetar sedan den 1 januari 2016 vid Försvarets materielverk, först som CIO och chef för IT-staben och sedan början av 2021 som chef för verksamhetsområde ledningssystem.
Rebecca Ihrfors invaldes som ledamot av Kungliga Krigsvetenskapsakademien 2022.